# Elidurus
Elidurus war ein sagenhafter britannischer König, dessen angebliches Schicksal Geoffrey of Monmouth in seiner um 1136 verfassten Historia Regum Britanniae (3. Buch, Kap. 17ff.), einer historisch höchst unzuverlässigen Darstellung der englischen Geschichte, beschrieb.
Demnach war Elidurus der dritte Sohn des Königs Morvidus und wurde nach der Entmachtung seines sich sehr tyrannisch gebärdenden älteren Bruders Archgallo auf den Thron erhoben. Nach fünf Jahren Herrschaft traf er seinen gestürzten Bruder zufällig auf einer Jagd im Wald, trat diesem seinen Thron ab und zwang die Adligen seines Reiches, Archgallo wieder als König anzuerkennen. Für diese außerordentliche Bezeugung von Bruderliebe erhielt er den Beinamen der Fromme bzw. der Tugendhafte. Archgallo regierte nun im Gegensatz zu seiner früheren Amtsführung gerecht und starb nach zehnjähriger Machtausübung. Daraufhin kam Elidurus erneut auf den Thron, doch nach einigen Jahren stürzten ihn seine jüngeren Brüder Ingenius und Peredurus mit militärischen Mitteln, warfen ihn zu Trinovantum (angeblicher frühester Name Londons) ins Gefängnis und teilten das Königreich unter sich. Mehr als sieben Jahre später, nach dem Tod seiner jüngeren Brüder, wurde Elidurus von seinen Untertanen befreit und konnte nun zum dritten Mal – und diesmal in Ruhe – über Britannien regieren. Dabei benahm er sich äußerst rechtschaffen und blieb bis zu seinem Tod König. Ihm folgte ein namentlich nicht genannter Sohn seines ältesten Bruders Gorbonianus.